# Instytut Pedagogiki Uniwersytetu Zielonogórskiego
Instytut Pedagogiki Uniwersytetu Zielonogórskiego – jeden z 4 instytutów Wydziału Nauk Społecznych Uniwersytetu Zielonogórskiego. 

## Władze Instytutu
W kadencji 2020–2024:
| Stanowisko         | Imię i nazwisko           |
| ------------------ | ------------------------- |
| Dyrektor           | dr hab. Mirosław Kowalski |
| Zastępca Dyrektora | dr hab. Krzysztof Wąż     |

## Struktura organizacyjna

### Zakład Andragogiki i Metodologii Badań Społecznych
Samodzielni pracownicy naukowi:
- dr hab. Sylwia Słowińska – kierownik Zakładu
- dr hab. Ewa Bochno
- dr hab. Ewa Narkiewicz-Niedbalec

### Zakład Mediów i Technologii Informacyjnych
Samodzielni pracownicy naukowi:
- dr hab. Eunika Baron-Polańczyk – kierownik Zakładu
- dr hab. Wielisława Osmańska-Furmanek

### Zakład Pedagogiki Opiekuńczej i Rodziny
Samodzielni pracownicy naukowi:
- dr hab. Grażyna Gajewska – kierownik Zakładu

### Zakład Pedagogiki Przedszkolnej i Wczesnoszkolnej
Samodzielni pracownicy naukowi:
- dr hab. Marzenna Magda-Adamowicz – kierownik Zakładu
- dr hab. Lidia Kataryńczuk-Mania

### Zakład Pedagogiki Specjalnej i Profilaktyki Społecznej
Samodzielni pracownicy naukowi:
- dr hab. Jarosław Bąbka – kierownik Zakładu
- dr hab. Małgorzata Czerwińska

### Zakład Pedagogiki Społecznej
Samodzielni pracownicy naukowi:
- prof. dr hab. Zdzisław Wołk – kierownik Zakładu

### Zakład Pedagogiki Szkolnej
Samodzielni pracownicy naukowi:
- dr hab. Inetta Nowosad – kierownik Zakładu
- dr hab. Ewa Pasterniak-Kobyłecka

### Zakład Podstaw Pedagogiki i Logopedii
Samodzielni pracownicy naukowi:
- dr hab. Mirosław Kowalski – kierownik Zakładu

### Zakład Resocjalizacji
Samodzielni pracownicy naukowi:
- dr hab. Barbara Toroń-Fórmanek – kierownik Zakładu
- dr hab. Wita Szulc
- dr hab. Krzysztof Wąż